# Liste der Kulturdenkmäler in Greifenstein (Hessen)
Die folgende Liste enthält die in der Denkmaltopographie ausgewiesenen Kulturdenkmäler auf dem Gebiet  der Gemeinde Greifenstein, Lahn-Dill-Kreis, Hessen.
Hinweis: Die Reihenfolge der Denkmäler in dieser Liste orientiert sich zunächst an Ortsteilen und anschließend der Anschrift, alternativ ist sie auch nach der Bezeichnung, der vom Landesamt für Denkmalpflege vergebenen Nummer oder der Bauzeit sortierbar.
Kulturdenkmäler werden fortlaufend im Denkmalverzeichnis des Landes Hessen durch das Landesamt für Denkmalpflege Hessen auf Basis des Hessischen Denkmalschutzgesetzes (HDSchG) geführt. Die Schutzwürdigkeit eines Kulturdenkmals hängt nicht von der Eintragung in das Denkmalverzeichnis des Landes Hessen oder der Veröffentlichung in der Denkmaltopographie ab.

## Kulturdenkmäler nach Ortsteilen

### Allendorf
Die Beschreibungen sind Zitate der Beschreibung des Landesamtes für Denkmalpflege.
| Bild                   | Bezeichnung            | Lage                                                | Beschreibung | Bauzeit                 | Objekt-Nr. |
| ---------------------- | ---------------------- | --------------------------------------------------- | --- | ----------------------- | ---------- |
| Gesamtanlage Allendorf | Gesamtanlage Allendorf | Gesamtanlage Historischer Ortskern Lage             | |                         | 132755 DDB |
| Bild gesucht BW        | Fachwerkwohnhaus       | Biskirchener Straße 8 LageFlur: 1, Flurstück: 264/2 | Erhöht zum Ortskern gelegener Fachwerkbau des späten 18. Jh. Durch diese Lage besteht zum Ortsmittelpunkt eine Sichtbeziehung, die dem Bau eine besondere städtebauliche Bedeutung verleiht. | spätes 18. Jh.          | 132761 DDB |
| Bild gesucht BW        | Fachwerkwohnhaus       | Biskirchener Straße 13 LageFlur: 1, Flurstück: 213  | Giebelständiger Fachwerkbau der Zeit um 1700, verputzt bzw. verschiefert. An der nördlichen Traufseite ist qualitätvolles Fachwerk der Entstehungszeit sichtbar. Neben seiner geschichtlichen Bedeutung ist der über einem hohen Bruchsteinsockel errichtete Fachwerkbau von besonderem städtebaulichen Gewicht im Straßenbild.                         | um 1700                 | 132760 DDB |
| Bild gesucht BW        | Hofanlage              | Biskirchener Straße 18 LageFlur: 1, Flurstück: 257  | Hofanlage der Zeit um 1800. Zur Straße giebelständiges Fachwerkwohngebäude mit Krüppelwalmdach. Im Winkel dazu im rückwärtigen Hofbereich die großvolumige Fachwerkscheune. Der gesamte Hof ist Kulturdenkmal aufgrund seiner geschichtlichen Bedeutung. Er belegt die Durchmischung der sonst vorherrschen den Einhaus-Gehöfte mit anderen Hof formen. | um 1800                 | 132759 DDB |
| Bild gesucht BW        | Eisenbahnbrücke        | Dobergweg LageFlur: 5, Flurstück: 134               | | 1921                    | 952694 DDB |
| Fachwerkwohnhaus       | Fachwerkwohnhaus       | Frankenweg 3/5 LageFlur: 1, Flurstück: 274, 275     | Großvolumiger Fachwerkbau des letzten Viertels des 18. Jh. Das Fachwerk im Obergeschoss nahezu ungestört erhalten. Der Bau liegt am südwestlichen Ortsrand und begrenzt dort den historischen Ortskern. | letztes Viertel 18. Jh. | 132758     |
| weitere Bilder         | Evangelische Kapelle   | Grabenstraße 2 LageFlur: 1, Flurstück: 1            | Spätromanische Kapelle mit östlichem Chorturm. Das Kreuzgratgewölbe unter dem Zeltdach ist kuppelförmig. Das im Kern romanische Schiff wurde um 1700 renoviert, aus dieser Zeit stammt auch der Orgelprospekt. | spätromanisch           | 132756 DDB |
| Fachwerkwohnhaus       | Fachwerkwohnhaus       | Grabenstraße 5 LageFlur: 1, Flurstück: 271          | Zweigeschossiger Fachwerkbau der zweiten Hälfte des 18. Jh. mit profiliertem Geschossversatz, Kulturdenkmal aufgrund seiner geschichtlichen Bedeutung, als Teil einer traufständigen Bautengruppe unmittelbar gegenüber der spätromanischen Kirche auch von besonderem städtebaulichem Wert.                                                            | zweiten Hälfte 18. Jh.  | 132757 DDB |
| Hofanlage              | Hofanlage              | Korngasse 3 LageFlur: 1, Flurstück: 71              | Winkelförmige Hofreite. Das giebelständige Wohngebäude ist ein Fachwerkbau um 1700; die ebenfalls in Fachwerk errichtete Scheune ist mit 1749 datiert. Teil einer barocken Ortserweiterung. | um 1700                 | 132763 DDB |
| Altes Rathaus          | Altes Rathaus          | Rathausstraße 1 LageFlur: 1, Flurstück: 2           | Traufständiger, zweigeschossiger Fachwerkbau, inschriftlich datiert 1863. Die Fassadengliederung ist symmetrisch konzipiert. Der in der Gebäudemitte befindliche Zugang ist durch eine Freitreppe und durch einen Quergiebel mit Freigespärre hervorgehoben.                                                                                            | 1863                    | 132764 DDB |
| Fachwerkwohnhaus       | Fachwerkwohnhaus       | Rathausstraße 3 LageFlur: 1, Flurstück: 4           | Traufständiger Fachwerkbau auf der Bebauungsinsel zwischen Brunnen- und Rathausstraße. Das im Obergeschoss sichtbare Fachwerk ist noch ins 17. Jh. zu datieren. | 17. Jahrhundert         | 132765 DDB |
| Bild gesucht BW        | Fachwerkwohnhaus       | Ulmer Straße 4 LageFlur: 1, Flurstück: 83           | Schräg gegenüber der Kirche gelegener barocker Fachwerkbau aus der ersten Hälfte des 18. Jh. von stattlichen Ausmaßen. Er ist verputzt bzw. verschiefert. Ein qualitätsvolles weitgehend ungestörtes barockes Sichtfachwerk ist zu erwarten. |                         | 132762 DDB |

### Arborn
Die Beschreibungen sind Zitate der Beschreibung des Landesamtes für Denkmalpflege.
| Bild                    | Bezeichnung             | Lage                                                   | Beschreibung | Bauzeit              | Objekt-Nr. |
| ----------------------- | ----------------------- | ------------------------------------------------------ | --- | -------------------- | ---------- |
| Gesamtanlage Arborn     | Gesamtanlage Arborn     | Gesamtanlage Historischer Ortskern Lage                | Der Ortskern Arborns wird geprägt von dem barocken Schulhaus mit Betsaal, dem Backhaus und dem Bürgermeisteramt. Diese „öffentlichen Bauten“ bilden zusammen mit einem Fachwerkbau der Zeit um 1700 eine geschichtlich bedeutsame Ortsmitte und sind deshalb zu einer kleinen Gesamtanlage zusammengefasst. |                      | 132766 DDB |
| Fachwerkwohnhaus        | Fachwerkwohnhaus        | Knotenstraße 25 LageFlur: 1, Flurstück: 73             | Kleiner giebelständiger Fachwerkbau, im Kern wohl noch 17. Jh. Der in den Straßenraum hineinragende Bau leitet den Blick auf das Schulhaus des frühen 18. Jh. Im Zusammenhang mit dem Schulhaus ist der Bau von geschichtlicher und städtebaulicher Bedeutung und deshalb Kulturdenkmal. | 17. Jh.              | 132767 DDB |
| Schulhaus mit Betsaal   | Schulhaus mit Betsaal   | Knotenstraße 28 LageFlur: 1, Flurstück: 6              | 1717 errichteter zweigeschossiger Fachwerkbau, Satteldach mit mittigem quadratischem Dachreiter, der von einem Pyramidenhelm bekrönt wird. Der Bau liegt etwas zurückgesetzt und begrenzt so zusammen mit dem Backhaus eine kleine platzartige Aufweitung des Straßenraums. | 1717                 | 132768 DDB |
| Brunnen, Kriegerdenkmal | Brunnen, Kriegerdenkmal | Knotenstraße 28 (vor Nr. 28) LageFlur: 1, Flurstück: 6 | Kombination eines Kriegerdenkmals mit einem Brunnen auf dem Vorplatz der Alten Schule. Zum Gedenken an die Gefallenen des Ersten Weltkrieges errichtet in barocker Formensprache aus gelbem Sandstein. Der Brunnenstock mit künstlerisch ansprechbarer Gestaltung wird bekrönt durch eine Bronzefigur mit der Darstellung eines Sämannes. Kulturdenkmal aus künstlerischen und geschichtlichen Gründen. |                      | 161956 DDB |
| Backhaus                | Backhaus                | Knotenstraße 30 LageFlur: 1, Flurstück: 6              | Ehemaliges Backhaus aus der 1. Hälfte des 19. Jahrhunderts. Für die Entstehungszeit im so genannten regionaltypischen Sparfachwerk mit dem Verzicht auf horizontale Ausriegelung erbaut. Zweigeschossiger Fachwerkbau mit Walmdach und seitlichem Anbau. Erdgeschoss verputzt. Nutzung als Schulraum im Obergeschoss bis 1937, danach Amtssitz des Bürgermeisters. 1952 Umbau zu Wohnzwecken. Untergeschoss bis in die 1960er Jahre als öffentliches Backhaus genutzt. Kulturdenkmal aus ortsgeschichtlichen Gründen. | Erste Hälfte 19. Jh. | 161954 DDB |
| Streckhof               | Streckhof               | Münchbornstraße 1 LageFlur: 3, Flurstück: 14           | Am östlichen Ortsrand gelegener Streckhof, das Wohnhaus in der ersten Hälfte des 18. Jh. errichtet, die Scheune jünger. Der durch den Scheunenanbau verdeckte Giebel des Wohnbaus zeigt sehr schönes barockes Sichtfachwerk. | Erste Hälfte 18. Jh. | 133240 DDB |

### Beilstein
Die Beschreibungen sind Zitate der Beschreibung des Landesamtes für Denkmalpflege.
| Bild                   | Bezeichnung              | Lage | Beschreibung | Bauzeit          | Objekt-Nr. |
| ---------------------- | ------------------------ | --- | --- | ---------------- | ---------- |
| Gesamtanlage Beilstein | Gesamtanlage Beilstein   | Gesamtanlage Historischer Ortskern Lage                                                                         | Beilstein zeigt das typische Bild einer an einen im Kern mittelalterlichen Herrschaftssitz sich anlehnenden kleinen Siedlung. Die Bedeutung der Gesamtanlage liegt auf territorialgeschichtlichem und siedlungsgeschichtlichem Feld. |                  | 132769 DDB |
| Bild gesucht BW        | Wegbrücke                | Eisenbahn LageFlur: 6, Flurstück: 95/1                                                                          | Basaltbogenbrücke | 1924             | 923891 DDB |
| Bild gesucht BW        | Wegbrücke                | Eisenbahn LageFlur: 6, Flurstück: 95/1                                                                          | Basaltbogenbrücke | 1924             | 803590 DDB |
| Brücke                 | Brücke                   | Herborner Straße / Ulmbach LageFlur: 1, Flurstück: 136/2, 263, 7                                                | Einbogige Basaltsteinbrücke des 18. Jh. über dem Ulmbach. Die Brücke erschließt die ursprünglich nicht bebaute linke Ulmbachseite. | 18. Jh.          | 132773 DDB |
| Fachwerkwohnhaus       | Fachwerkwohnhaus         | Herborner Straße 13 / 15 LageFlur: 1, Flurstück: 72, 73                                                         | Stattlicher giebelständiger Fachwerkbau, im Obergeschoss Fachwerk von um 1700 sichtbar. Der nordöstlich des Burgberges in unmittelbarer Umgebung der Kirche gelegene Bau ist zum östlichen Ende der Hauptstraße hin von wichtiger, den Straßenraum begrenzender Funktion. | um 1700          | 132770 DDB |
| weitere Bilder         | Evangelische Pfarrkirche | Herborner Straße 17, Schloßstraße 10 LageFlur: 1, Flurstück: 74, 93/6                                           | Die ehemalige Schlosskirche wurde im Bereich der Vorburg 1614–1616 errichtet. Der langgestreckte rechteckige Bau integriert einen schief zum Schiff stehenden spätgotischen Torbau der Burg als Turm, dessen oberstes Geschoss verschiefert ist und der von einem gestaffelten Haubenhelm abgeschlossen wird. Der Bau ist in Basaltstein errichtet. Im Innern trennt ein Triumphbogen in Form eines gedrückten Spitzbogens den Chor vom Schiff. Der Chor liegt um sechs Stufen erhöht zum Schiff, darunter befindet sich die gräfliche Gruft. Der Innenraum ist auf allen Seiten von Emporen umgeben. Die Emporen werden von Holzsäulen getragen, die bis zur Decke fortgeführt werden. Auf ihnen liegen Querunterzüge, die die in Längsrichtung spannenden Deckenbalken tragen. Die Untersicht der Querbalken ist mit Stuckrosetten geziert. Die Brüstungen der Emporen sind gitterförmig gestaltet, die Brüstungspfeiler sind mit Beschlagwerk ornamentiert. Auf der Empore der südlichen Längswand befindet sich der herrschaftliche Stuhl. Während Kanzel und Gestühl der Entstehungszeit zuzuordnen sind, stammt die Orgel aus dem Ende des 18. Jh. Der Fußboden besteht aus flachen, hochkant gestellten Steinen in ährenförmiger Anordnung. | ab 1614          | 132771 DDB |
| Streckhof              | Streckhof                | Herborner Straße 30 LageFlur: 1, Flurstück: 8                                                                   | Traufständiger Streckhof, unmittelbar am Ulmbach gelegen, im Obergeschoss des Wohnteils wertvolle Fachwerksubstanz der Zeit um 1700 mit einer schönen Reihung von vier Feuerböcken als Zierform in den Gefachen. Neben seiner geschichtlichen Bedeutung ist der Hof durch die Lage unmittelbar an der Zufahrt zur Ulmbachbrücke auch städtebaulich bedeutsam. | um 1700          | 132772 DDB |
| Fachwerkwohnhaus       | Fachwerkwohnhaus         | Hundshof 4 LageFlur: 1, Flurstück: 3                                                                            | Giebelständiger Fachwerkbau noch des 17. Jh. Bemerkenswert neben der weiten Vorkragung des Dachgeschosses und der Ausbildung der aussteifenden Mann-Figuren die rautenförmigen Zierformen über der Kehlbalkenlage. Der Bau ist Kulturdenkmal aufgrund seiner geschichtlichen und städtebaulichen Bedeutung. Letztere aufgrund der markanten Lage am westlichen Ende der Hauptstraße. | 17. Jh.          | 132774 DDB |
| weitere Bilder         | Burg Beilstein           | Hundshof 11, Schloßstraße 6, Schloßstraße 8, Schloßstraße 10 LageFlur: 1, Flurstück: 92, 93/3, 93/6, 94/1, 95/1 | Dominierend sind die Reste des großen rechteckigen Palas aus der ersten Hälfte des 14. Jh., dessen Ecken durch runde, vollgemauerte Türme verstärkt sind. Die südöstliche Schmalseite ist durch eine Schildmauer gesichert, die nordwestliche durch eine halbrunde Bastion. Zwischen Palas und südwestlichem Abschnitt der Ringmauer befinden sich die Reste von Nebengebäuden. Im Südosten befindet sich ein während der Regentschaft Graf Georgs nach 1607 errichteter Torbau. Ein zweigeschossiger Bau mit Tordurchfahrt und jeweils zwei Zwerchhäusern. Der Torbau erschließt einen nördlich gelegenen Hofbereich, von dem aus ein Zugang zur Kirche führt. | 14. Jh.          | 132775 DDB |
| Pfalzmühle             | Pfalzmühle               | Pfalzmühle 1 LageFlur: 3, Flurstück: 3/1, 3/2                                                                   | Erbaut im 18. und 19. Jahrhundert. Mahlwerk leider nicht erhalten. Bemerkenswert die vollständig nachvollziehbare „Wasserkunst“. 10 Meter hoher Mühlenradschacht seitlich erreichbar über tunnelartigen Kontrollschacht mit Treppenstufen. Schächte aus gut gefügtem Bruchsteinmauerwerk gleichzeitig Fundament des teilweise verputzten Fachwerkwohnhaus mit Schieferdeckung und Dachreiter. Die Ende der 1990er Jahre sanierte Mühlenscheune in Fachwerk, ebenfalls mit Bruchsteinsockel, und ein Gesindehaus vervollständigt die Sachgesamtheit. | 18. und 19. Jh.  | 161958 DDB |
| Gasthof Hui Wäller     | Gasthof Hui Wäller       | Schloßstraße 7 LageFlur: 1, Flurstück: 103/6                                                                    | Sachgesamtheit, bestehend aus dem eigentlichen Gasthof, dem angebauten Saalbau und der nordöstlich gelegenen Scheune. Der langgestreckte, zweigeschossige Gasthof von 1812 wurde auf hohem Kellersockel in der für diese Gegend seltenen Pisétechnik mit bis zu 70 cm starken Wänden aus gestampftem Lehm gebaut, während die Giebel des Krüppelwalmdaches in Fachwerk errichtet wurden. Der anschließende Saalbau wurde rund 100 Jahre später, Anfang des 20. Jahrhunderts, erbaut und stellt mit seinem offenen, auf Sicht konzipierten Sprengwerk ein seltenes Beispiel dieser Baugattung dar. Die Scheune mit einem Sockelgeschoss aus Backstein bzw. Bruchstein und mit Fachwerkobergeschoss stammt aus der Zeit um 1900. Kulturdenkmal aus geschichtlichen Gründen. | um 1900          | 339771 DDB |
| Bahnhof                | Bahnhof                  | Schloßstraße 21 LageFlur: 7, Flurstück: 181                                                                     | Fast kubischer Putzbau aus zwei Geschossen von 1923 mit Basaltsockel und Walmdach (am Türsturz datiert) auf der Ortsseite nördlich des Gleises. | 1923             | 161969 DDB |
| Hofanlage              | Hofanlage                | Wallendorf 8 LageFlur: 5, Flurstück: 237                                                                        | Zweiseitige Hofanlage, der Wohnbau im Kern ein Fachwerkgebäude des 17. oder 18. Jh. Als ehemaliges Beilsteiner Pfarrhaus von ortsgeschichtlicher Bedeutung. | 17. oder 18. Jh. | 132776 DDB |
| Fachwerkscheune        | Fachwerkscheune          | Wallendorf 15 LageFlur: 5, Flurstück: 97                                                                        | Fachwerkscheune, inschriftlich datiert mit 1701. Der unverändert erhaltene ursprüngliche Zustand verleiht dem Bau besonderen geschichtlichen Wert. Zudem sind die Gefache mit Putzornamentik des 19. Jh. geziert. | 1701             | 132778 DDB |
| Fachwerkeinhaus        | Fachwerkeinhaus          | Wallendorf 18 LageFlur: 5, Flurstück: 111/2                                                                     | Fachwerkeinhaus des 18. Jh. Als regional typische bäuerliche Wohn- und Wirtschaftsform von geschichtlicher Bedeutung und deshalb Kulturdenkmal. | 18. Jh.          | 132777 DDB |

### Elgershausen
Die Beschreibungen sind Zitate der Beschreibung des Landesamtes für Denkmalpflege.
| Bild    | Bezeichnung | Lage                                                       | Beschreibung | Bauzeit | Objekt-Nr. |
| ------- | ----------- | ---------------------------------------------------------- | --- | ------- | ---------- |
| Waldhof | Waldhof     | Elgershausen, Waldhof 12 LageFlur: 14, Flurstück: 6/3, 8/6 | Um 1435 von Graf Bernhard von Solms-Braunfels auf dem Gelände des Elgershäuser Hofes, Restbestand einer frühmittelalterlichen Siedlung, errichteter spätgotischer Bau. Rechteckiges Schiff. Zwei Längsunterzüge ruhen auf einem Paar hoher achteckicker Holzsäulen. Es schloss sich der quadratische Chor, mit dem Schiff durch einen spitztrogigen Triumphbogen verbunden, an. | um 1435 | 133293 DDB |

### Greifenstein
Die Beschreibungen sind Zitate der Beschreibung des Landesamtes für Denkmalpflege.
| Bild                               | Bezeichnung                        | Lage                                                                                             | Beschreibung | Bauzeit         | Objekt-Nr. |
| ---------------------------------- | ---------------------------------- | ------------------------------------------------------------------------------------------------ | --- | --------------- | ---------- |
| Glockenwelt Burg Greifenstein      | Gesamtanlage Burg Greifenstein     | Gesamtanlage Burg Greifenstein Lage                                                              | Die Burg Greifenstein ist sowohl als Gesamtanlage als auch als Kulturdenkmal erfasst. Die Gesamtanlage erstreckt sich über die Kernburg, die Vorburg, den äußeren Bering und den letzteren schützenden Wallgraben, der teilweise in seinem Profil, zumindest aber als unbebaute Freifläche erhalten ist. Die Gesamtanlage bezieht also unbebaute Flächen und auch die Bauten, die im Bereich der Vorburg während des Verfalls der Wehranlage errichtet wurden, mit ein. Unter dem Begriff Kulturdenkmal sind noch einmal die Teile der Burg erfasst, die sich in ihrer Form und Funktion präzisieren lassen. |                 | 132752 DDB |
| Burg Greifenstein (innerer Bering) | Burg Greifenstein (innerer Bering) | Im Tal LageFlur: 12, Flurstück: 44/6                                                             | An der nördlichen Schmalseite der ungefähr rechteckigen Kernburg liegt die als Bergfried zu bezeichnende hohe Schildmauer, die aus zwei Türmen, dem Nassauer (im Westen) und dem Bruderturm (im Osten), und einem kurzen Zwischenbau besteht. Die Schildmauer wie der an der südlichen Schmalseite befindliche Palas wurden um 1388 errichtet, stammen also aus der ersten Phase des solmsischen Wiederaufbaus. Der Palas ist weitgehend zerstört; über seinen gerundeten Außenecken befanden sich ursprünglich zwei Ecktürme. An der Nord-Ost-Ecke der Kernburg wurde 1687–93 der Neue Bau errichtet, ein Saalbau des Grafen Wilhelm-Moritz von Solms-Greifenstein. Die Kernburg wird von dem inneren Bering umgeben mit mehreren Ecktürmen und zwei Bollwerken an den nördlichen Ecken. Der innere Bering stammt aus dem Ende des 13. und dem 14. Jh. | 13. und 14. Jh. | 132753 DDB |
| Bild gesucht BW                    | Hofanlage                          | Obergasse 6 LageFlur: 9, Flurstück: 66/2                                                         | |                 | 963791 DDB |
| Bild gesucht BW                    | Burg Greifenstein (äußerer Bering) | Talstraße 17, Talstraße, Im Tal LageFlur: 12, Flurstück: 16/1, 19, 20/2, 4, 42/1, 45, 77/1, 77/2 | |                 | 132754 DDB |

### Holzhausen
Die Beschreibungen sind Zitate der Beschreibung des Landesamtes für Denkmalpflege.
| Bild            | Bezeichnung         | Lage                                                       | Beschreibung | Bauzeit        | Objekt-Nr. |
| --------------- | ------------------- | ---------------------------------------------------------- | --- | -------------- | ---------- |
| Bild gesucht BW | Fachwerkbauten      | Auf dem Tor 1 / Ulmtalstrasse 2 LageFlur: 2, Flurstück: 42 | Am Zusammentreffen von Ulmtalstraße und Hauptstraße städtebaulich bedeutsam gelegene malerische Baugruppe, Nr. 37 ein Fachwerkbau des frühen. Nr. 39 ein Fachwerkbau des späten 19. Jh. Das Gebäude Nr. 37 ist über einem älteren Gewölbekeller errichtet und enthält einen Hausbrunnen. | 19. Jh.        | 132792 DDB |
| Bild gesucht BW | Fachwerkwohnhaus    | Auf dem Tor 3 LageFlur: 2, Flurstück: 43                   | Zweigeschossiger verkleideter Fachwerkbau in den Proportionen eines Baus noch des 18. Jh. Aufgrund der in ihrer ursprünglichen Form belassenen Öffnungen ist mit einem wertvollen Bau zu rechnen, der im Anschluss an einen Bau des frühen 19. Jh. die typologische und zeitliche Entwicklung der Fachwerkbauweise anschaulich belegt.                                                                   | 18. Jh.        | 132784 DDB |
| Bild gesucht BW | Fachwerkwohnhaus    | Auf dem Tor 4 LageFlur: 2, Flurstück: 58                   | Am Zusammentreffen von Ulmtalstraße, Hauptstraße und Schulstraße städtebaulich markant gelegener Fachwerkbau des späten 18. Jh. Breitgelagerter, zweigeschossiger Baukörper mit über beide Geschosse reichenden Ständern, die geschossweise von Fußstreben ausgesteift werden. | 18. Jh.        | 132785 DDB |
| Fachwerkeinhaus | Fachwerkeinhaus     | Katzenfurter Straße 12 LageFlur: 2, Flurstück: 137/1       | Fachwerkeinhaus, errichtet in der Zeit um 1800. Als Beispiel einer Kleinbauernstelle von sozialgeschichtlicher Bedeutung. | um 1800        | 132779 DDB |
| Hofanlage       | Hofanlage           | Lindenstrasse 4 LageFlur: 2, Flurstück: 96                 | L-förmige Hofanlage, das Wohngebäude ein Fachwerkbau der Mitte des 18. Jh. Der langgestreckte Scheunenbau zu Wohnzwecken umgenutzt. | Mitte 18. Jh.  | 132781 DDB |
| Hofanlage       | Hofanlage           | Lindenstrasse 5 LageFlur: 2, Flurstück: 82                 | Winkelförmige Hofanlage der Zeit um 1800. Das Wohnhaus zeigt die typischen Merkmale des Fachwerkbaus dieser Zeit: keine vorkragenden Balkenenden, die Streben als zwischen Rähm und Schwelle schräg gestellte Ständer. |                | 132782 DDB |
| Pisébau         | Pisébau             | Lindenstrasse 6 LageFlur: 2, Flurstück: 95/2               | Etwas zurückliegendes, verschindeltes Wohngebäude in den Proportionen der Zeit um 1800. Der Bau wurde in Stampflehm errichtet. Diese bautechnische Besonderheit verleiht ihm technische und geschichtliche Bedeutung. | um 1800        | 132783 DDB |
| Kriegerdenkmal  | Kriegerdenkmal      | Schulweg LageFlur: 2, Flurstück: 52                        | Gedenkstätte in Form einer Stele für die Holzhausener Opfer des Krieges 1870/71, errichtet zu Beginn des 20. Jh. Die Gedenkstätte ist Kulturdenkmal aufgrund ihrer ortsgeschichtlichen Bedeutung. | Anfang 29. Jh. | 132780 DDB |
| Bild gesucht BW | Fachwerkbauten      | Ulmtalstrasse 4 LageFlur: 2, Flurstück: 41/3               | Zwischen der evangelischen Kirche und Ulmtalstraße 2 gelegene Wirtschaftsgebäude, Fachwerkbauten der Zeit um 1800. Als solche von geschichtlicher Bedeutung. Sie bilden daneben eine im Ortsbild sehr prägnante Leitwand. |                | 132791 DDB |
| weitere Bilder  | Evangelische Kirche | Ulmtalstrasse 6 LageFlur: 2, Flurstück: 39/3               | Im Kern wohl noch mittelalterliche Chorturmanlage mit wehrhafter Funktion. Die heutige Erscheinung durch Umgestaltungen der Zeit um 1900 geprägt. Dazu sind die weiten Fensteröffnungen des Turmes und besonders der polygonale Treppenturm im Nahtbereich zwischen Turm und Schiff zu rechnen. |                | 132790 DDB |
| Bild gesucht BW | Fachwerkwohnhaus    | Ulmtalstrasse 12/14 LageFlur: 2, Flurstück: 36/3, 37       | Unmittelbar gegenüber der Kirche gelegener Fachwerkbau, dessen Wert sich auf das im Innern erhaltene bäuerliche Mobiliar, wesentlich des 19. Jh., und auf ebenfallserhaltene Gebrauchsgegenstände bezieht. |                | 132789 DDB |
| Bild gesucht BW | Fachwerkwohnhaus    | Ulmtalstrasse 16 LageFlur: 2, Flurstück: 24                | Zweigeschossiger Fachwerkwohnbau mit Krüppelwalmdach, errichtet in der Mitte des 18. Jh. Als maßstabgebender Bau für die nördlich sich anschließende Kirche von städtebaulichem Wert. | Mitte 18. Jh.  | 132788 DDB |
| Hofanlage       | Hofanlage           | Ulmtalstrasse 23 a/b LageFlur: 2, Flurstück: 158/1, 158/2  | Winkelförmige Hofreite, giebelständig zur Straße zwei aneinandergebaute Wohnbauten, der vordere ein Fachwerkbau des 18. Jh., der hintere des 17. Jh. mit einem reichgeschnitzten Fenstererker an der hofseitigen Traufseite. Die Brüstungsriegel im Erkerbereich sind mit einer Hausinschrift versehen. Der gesamte Hof, einschließlich der im rückwärtigen Bereich gelegenen Scheune ist Kulturdenkmal. | 17./18. Jh.    | 132787     |
| Bild gesucht BW | Fachwerkwohnhaus    | Ulmtalstrasse 36 LageFlur: 2, Flurstück: 173/2             | Giebelständiger Fachwerkbau, im Kern spätes 18. Jh., zusammen mit dem gegenüberliegenden Anwesen Ulmtalstraße 14 in städtebaulich wichtiger Lage am südöstlichen Ende der Ulmtalstraße. | 18. Jh.        | 132786 DDB |
| Bild gesucht BW | Eisenbahnbrücke     | Vor der Mauer LageFlur: 3, Flurstück: 20                   | Tiefer tonnengewölbter Dammdurchlass aus Basalt mit beidseitigen Böschungsflügeln von 1922 unter bewachsener Aufschüttung zum Überbrücken eines landwirtschaftlichen Wegs. |                | 161970 DDB |

### Nenderoth
Die Beschreibungen sind Zitate der Beschreibung des Landesamtes für Denkmalpflege.
| Bild             | Bezeichnung              | Lage                                                  | Beschreibung | Bauzeit           | Objekt-Nr. |
| ---------------- | ------------------------ | ----------------------------------------------------- | --- | ----------------- | ---------- |
| Fachwerkbauten   | Fachwerkbauten           | Hauptstraße 24/26 LageFlur: 10, Flurstück: 46/1, 47/1 | Traufständige Baugruppe mit mehreren Wohn- und Scheunenteilen, errichtet ab der Mitte des 18. Jh. Gegenüber der mittelalterlichen Kirche von besonderer städtebaulicher Bedeutung im Ortsbild und deshalb Kulturdenkmal. | Mitte 18. Jh.     | 132795     |
| Fachwerkeinhaus  | Fachwerkeinhaus          | Hauptstraße 29 LageFlur: 10, Flurstück: 56/3          | Fachwerkeinhaus des 18. Jh. mit jüngerem Kniestock. Die Funktionstrennung zwischen Wohn- und Scheunenteil ist noch erhalten. Der langgestreckte Baukörper begrenzt die historische Ortslage an deren östlichem Rand. | 18. Jh.           | 132796 DDB |
| Fachwerkwohnhaus | Fachwerkwohnhaus         | Hauptstraße 31 LageFlur: 10, Flurstück: 68/1          | Ehemalige stattliche zweiseitige Hofanlage der ersten Hälfte des 18. Jh., Wohn- und Wirtschaftsgebäude waren dem Knick der Hauptstraße entsprechend gestaffelt angeordnet. Es besteht eine Sichtbeziehung zur mittelalterlichen Pfarrkirche. Der Giebel des Wohngebäudes mit handwerklich wertvollen Zierformen ist symmetrisch gegliedert. Scheunenbau abgebrochen. | Anfang 18. Jh.    | 132797 DDB |
| Fachwerkeinhaus  | Fachwerkeinhaus          | Hauptstraße 32 LageFlur: 10, Flurstück: 5/1           | Bis auf geringe massive Ersetzungen im Erdgeschoss des Wohnteils gut erhaltenes Fachwerkeinhaus des 18. Jh. Bemerkenswert die armförmig nach oben geschwungenen Gegenstreben der aussteifenden Mannfiguren. Der giebelständige Bau markiert mit seiner Kubatur den westlichen Ortsrand. | 18. Jh.           | 132798 DDB |
| Pfarrhaus        | Pfarrhaus                | Hauptstraße 47 LageFlur: 10, Flurstück: 128           | Zweigeschossiger stattlicher Fachwerkbau mit steilem Walmdach, 1762 nach Plänen von Terlinden erbaut. Nach Süden schließt sich ein großer Pfarrgarten an. Die Scheune des Anwesens ist abgebrochen. | 1762              | 132799 DDB |
| Fachwerkwohnhaus | Fachwerkwohnhaus         | Johannisburger Weg 1 LageFlur: 10, Flurstück: 92      | Schmaler langgestreckter Fachwerkbau des späten 18. Jh. Zusammen mit dem gegenüberliegenden Gebäude bildet der Bau einen städtebaulich reizvollen Übergang des vom Kallenbachtal aufsteigenden Johannisburger Weges zur Hauptstraße. | spätes 18. Jh.    | 132800 DDB |
| Fachwerkwohnhaus | Fachwerkwohnhaus         | Johannisburger Weg 4 LageFlur: 10, Flurstück: 108     | Zweigeschossiger giebelständiger Fachwerkbau des 18. Jh. mit liegendem Dachstuhl. Schwellen des Obergeschosses und Dachbalkenlage mit Profilierung. Neben den aussteifenden Mannfiguren in den Brüstungsgefachen Andreaskreuze als Zierformen. Kulturdenkmal aufgrund seiner geschichtlichen, künstlerischen und - im Zusammenwirken mit dem gegenüberliegenden Bau - städtebaulichen Bedeutung. | 18. Jh.           | 132801 DDB |
| Fachwerkeinhaus  | Fachwerkeinhaus          | Johannisburger Weg 6 LageFlur: 10, Flurstück: 107     | Fachwerkeinhaus der zweiten Hälfte des 18. Jh. Das Fachwerk des Obergeschosses, die Kubatur und die funktionale Aufteilung sind gut erhalten. Besonders bemerkenswert die Stuckdekoration der Gefache über dem Zugang zum Wohnteil und über dem Scheunentorsturz. | 2. Hälfte 18. Jh. | 132802 DDB |
| Fachwerkwohnhaus | Fachwerkwohnhaus         | Kallenbachweg 4 LageFlur: 10, Flurstück: 126/2        | Stattlicher barocker Fachwerkbau, der südliche Giebel verschiefert, das Obergeschoss der Traufseite des zweizonigen Baus mit sehr schönen Zierformen: geschweifte, z. T. mit Nasen versehene Gegenstreben, mit Rosetten besetzte Feuerböcke. Darüber hinaus eine bemerkenswerte, 1762 datierte Haustür. |                   | 132793 DDB |
| Fachwerkwohnhaus | Fachwerkwohnhaus         | Kallenbachweg 7 LageFlur: 10, Flurstück: 115          | Zweigeschossiges Fachwerkgebäude der Mitte des 18. Jh. Als solches von geschichtlicher Bedeutung, zudem durch seine Lage am südwestlichen Ortsrand städtebaulich bedeutsam. | Mitte 18. Jh.     | 132794 DDB |
| Fachwerkbau      | Fachwerkbau              | Schulgasse 2 LageFlur: 10, Flurstück: 85              | Backhaus der Gemeinde, als Teil der Überlieferung bäuerlichen Handwerks von geschichtlicher Bedeutung, an der Einmündung des Schulwegs in die Hauptstraße auch städtebaulich bedeutsam gelegen. |                   | 132803 DDB |
| weitere Bilder   | Evangelische Pfarrkirche | Schulgasse 3 LageFlur: 10, Flurstück: 79              | Kleine spätromanische Chorturmanlage. Nach Süden und Osten im Glockengeschoss des Turms gekuppelte rundbogige Schallöffnungen, die jeweils auf einer Mittelsäule mit Blattkapitell ruhen. Dem von einem gedrückten Spitzhelm abgeschlossenen Turm schließt sich eine halbrunde Apsis an. Nach Westen das Hauptschiff mit einem Satteldach. Nach Süden schloss sich ursprünglich ein Seitenschiff an, wie die drei heute vermauerten Arkaden an der Südseite des Hauptschiffes zeigen. Das Schiff ist flachgedeckt, auf West- und Nordseite befinden sich Emporen. Die polygonale Kanzel ruht auf einem gebauchten Baluster, der tulpenartig abgeschlossen ist. Ein halbkreisförmiger Bogen führt zum Altarraum, der von einem gratigen Kreuzgewölbe überdeckt ist. Von der Kirchhofummauerung sind Teile mit einem romanischen Portal (östlich der Kirche) erhalten. Die Kirche einschließlich der Ummauerung ist Kulturdenkmal aufgrund ihrer geschichtlichen Bedeutung. |                   | 132804 DDB |
| Ehemalige Schule | Ehemalige Schule         | Schulgasse 8 LageFlur: 10, Flurstück: 98              | 1836/37 errichteter wohlproportionierter zweigeschossiger Bau mit Krüppelwalmdach. Die beiden Geschosse des Bruchsteinbaus sind durch ein umlaufendes Gesims getrennt, die Fenster mit Werksteingewänden sind rundbogig. Eingang von Osten mit schöner dreigeteilter Tür, über dem Kämpfer ein radartig gesprosstes Oberlicht. | 1836/37           | 132805 DDB |

### Odersberg
Die Beschreibungen sind Zitate der Beschreibung des Landesamtes für Denkmalpflege.
| Bild                    | Bezeichnung             | Lage                                              | Beschreibung | Bauzeit | Objekt-Nr. |
| ----------------------- | ----------------------- | ------------------------------------------------- | --- | ------- | ---------- |
| Alte Schule mit Betsaal | Alte Schule mit Betsaal | Weilburger Straße 11 LageFlur: 1, Flurstück: 54/1 | Giebelseitig erschlossener zweigeschossiger Fachwerkbau der Mitte des 18. Jh. Das Erdgeschoss ursprünglich als Schule genutzt, während sich der Betsaal im Obergeschoss befand. | 18. Jh. | 132806 DDB |

### Rodenroth
Die Beschreibungen sind Zitate der Beschreibung des Landesamtes für Denkmalpflege.
| Bild                         | Bezeichnung                  | Lage                                                 | Beschreibung | Bauzeit        | Objekt-Nr. |
| ---------------------------- | ---------------------------- | ---------------------------------------------------- | --- | -------------- | ---------- |
| Fachwerkwohnhaus             | Fachwerkwohnhaus             | Am Klöseberg 9 LageFlur: 3, Flurstück: 59/4          | Langgestreckter zweigeschossiger Fachwerkbau, zweite H. 18. Jh., mit über beide Geschosse reichenden Ständern errichtet. Der Bau ist für das nördliche Ende der Hauptstraße von bestimmender Wirkung. |                | 132813 DDB |
| Laufbrunnen                  | Laufbrunnen                  | Brunnenstraße o. Nr. LageFlur: 3, Flurstück: 113/1   | Gusseiserner Laufbrunnen, datiert 1892, rechteckiger Trog mit gitterartigem Relief und Blütenfries als oberer Abschluss. Brunnenstock mit Schaftringen, friesartig aufgelegten Dekorelementen und abschließendem Pinienzapfen. | 1892           | 132809 DDB |
| Ehemalige Schule mit Betsaal | Ehemalige Schule mit Betsaal | Brunnenstraße 1 LageFlur: 3, Flurstück: 112/1        | Zweigeschossiger Fachwerkbau von 1751 mit Mansarddach und mittigem, achtseitigem Haubendachreiter. Nutzung des Erdgeschosses ursprünglich als Schule, im Obergeschoss der Betsaal mit auf gedrehten Säulen ruhenden Längsunterzügen. |                | 132810 DDB |
| Altes Backhaus               | Altes Backhaus               | Brunnenstraße 2 LageFlur: 3, Flurstück: 187/2        | Ehemaliges Backhaus, erbaut Ende des 19. Jahrhunderts, integriert im nordöstlichen Teil eines Streckhofes. Städtebaulich in exponierter Lage an der Kreuzung Brunnenstraße / Greifensteiner Straße gegenüber der ehemaligen Schule. Zweigeschossiger Fachwerkbau, traufständig zur Straße gelegen, mit seitlichem Anbau. Erdgeschoss verputzt, Obergeschoss verschindelt. | 19. Jh.        | 133290 DDB |
| Backhaus mit Laufbrunnen     | Backhaus mit Laufbrunnen     | Brunnenstraße 7 LageFlur: 3, Flurstück: 134          | Backhaus der Gemeinde in der Senke der Brunnenstraße. Verputzter, eingeschossiger Fachwerkbau mit Krüppelwalmdach und Schieferdeckung. Angeschlossen ein kleiner Platz mit gusseisernem Laufbrunnen. Dieser baugleich mit dem Laufbrunnen am Schultürmchen. |                | 133291 DDB |
| Fachwerkwohnhaus             | Fachwerkwohnhaus             | Brunnenstraße 9 LageFlur: 3, Flurstück: 133          | Giebelständiger zweizoniger Fachwerkbau noch des 18. Jh. mit niederlassartigem Anbau an der nördlichen Traufseite. Die Schwelle des Obergeschosses ist umlaufend profiliert, die Ständer werden durch hoch ansetzende Fußstreben ausgesteift. | 18. Jh.        | 132811 DDB |
| Fachwerkeinhaus              | Fachwerkeinhaus              | Brunnenstraße 32 LageFlur: 3, Flurstück: 141         | Giebelständiges Fachwerkeinhaus noch des 18. Jh. Die funktionale Aufteilung des Hofes zwischen Wohn- und Wirtschaftsbereich ist erhalten. Das Fachwerk des verkleideten Wohnbereichs scheint zumindest im Obergeschoss noch weitgehend ungestört. | 18. Jh.        | 132812 DDB |
| Bild gesucht BW              | Historisches Brunnengewölbe  | Greifensteiner Straße 7 LageFlur: 3, Flurstück: 200  | | Anfang 18. Jh. | 133289 DDB |
| Fachwerkwohnhaus             | Fachwerkwohnhaus             | Greifensteiner Straße 9 LageFlur: 3, Flurstück: 201  | In einem kleinen Seitenstich der Hauptstraße gelegener stattlicher Fachwerkbau des 18. Jh. über massivem Erdgeschoss. | 18. Jh.        | 132808 DDB |
| Fachwerkwohnhaus             | Fachwerkwohnhaus             | Greifensteiner Straße 15 LageFlur: 3, Flurstück: 205 | Kopfbau einer traufständigen Baugruppe, Fachwerk der Zeit um 1700, an der südwestlichen Traufseite mit für die Region typischem Niederlass. Giebelseitig eine schöne dreigeteilte Tür des 19. Jh. | um 1700        | 132807 DDB |

### Ulm
Die Beschreibungen sind Zitate der Beschreibung des Landesamtes für Denkmalpflege.
| Bild                  | Bezeichnung           | Lage                                           | Beschreibung | Bauzeit   | Objekt-Nr. |
| --------------------- | --------------------- | ---------------------------------------------- | --- | --------- | ---------- |
| Eisenbahnbrücke       | Eisenbahnbrücke       | Am Daubenthalerkopf LageFlur: 3, Flurstück: 19 | Bogenbrücke aus Naturstein mit nachträglich in Beton ersetzter Wölbung (urspr. Backstein;) und Böschungsflügeln von 1922 zum Überbrücken des Wegs zu den Tongruben am Altenstein. | 1922      | 161971 DDB |
| Jagdschloss Dianaburg | Jagdschloss Dianaburg | Im Bissenberg LageFlur: 8, Flurstück: 1        | In Basaltstein errichteter Turmbau über quadratischem Grundriss mit gerundeten Ecken, Fenster und Portalgewände in Werkstein. Das oberste Turmgeschoss mit vier zierlichen Ecktürmen kragt über einem Bogcnfries vor und wird von einem steilen Walmdach überdeckt. Über dem auf der Südseite gelegenen spitzbogigen Portal das fürstliche Solms-Braunfels´sche Wappen. Der Turm liegt östlich von Ulm auf der Basaltkuppe des 412 m hohen Kesselbergs. Seit dem Ende des 18. Jhs. befanden sich hier Jagdunterkünfte der Grafen, später Fürsten zu Solms-Braunfels. 1842/43 ließ Fürst Ferdinand den romantisierenden, an mittelalterlichen Vorbildern orientierten Turmbau sowie zwei weitere Gebäude errichten. Nach dem Tode Fürst Ferdinands 1873 dienten die für die Jagd errichteten Gebäude zunächst als Unterkunft der Forstfamilien, später auch als Gaststätte. Die Nebengebäude des Turmbaus wurden 1969 abgebrochen, der Turmbau selbst ist Kulturdenkmal. |           | 132814 DDB |
| weitere Bilder        | Evangelische Kirche   | Kirchstrasse 6 LageFlur: 1, Flurstück: 159/3   | Westturm von 1903 mit rundbogigen Schallarkaden und einem geschwungenen Zeltdach, aus dem sich ein hoher gestaffelter Haubendachreiter entwickelt. Das Schiff wurde 1970 erneuert. Von der Innenausstattung ist die Orgel aus der zweiten H. d. 18. Jh. zu erwähnen. | 1903/1970 | 132815 DDB |